# Julius Schaub
Julius Gregor Schaub (Munique, 20 de agosto de 1898 – Munique, 27 de dezembro de 1967) foi um farmacêutico alemão e ajudante-de-campo de Adolf Hitler no final da Segunda Guerra Mundial.

## Biografia
Julius Schaub nasceu em 20 de agosto de 1898 em Munique, uma cidade em grande parte  Católica no sul da Bavária.  Em 28 de junho 1914, o arquiduque Franz Ferdinand da Áustria e sua esposa foram assassinados por um grupo de rebeldes sérvios e bósnios. Isso desencadeou o surto de Primeira Guerra Mundial na Europa. Em 17 de janeiro de 1917, Schaub foi recrutado para servir como médico de campo no exército alemão. De acordo com Traudl Junge, um dos secretários particulares de Hitler, ambos os pés de Schaub foram feridos na guerra, tornando-o semi-deficiente. No final da guerra, Schaub encontrou trabalho como trabalhador contratado no Escritório Central de Fornecimento de Munique.
Serviu em hospitais durante a Primeira Guerra Mundial, sofrendo mutilações nos pés durante a guerra. Em outubro de 1920 ingressou no NSDAP e nas SA, tendo chegado a oficial das SS. Em 22 de abril de 1945, Hitler ordenou que deixasse o Führerbunker em Berlim e voasse para Berchtesgaden e Munique para destruir todos os documentos pessoais e arquivos do führer. Permaneceu preso até 1949, mas foi inocentado por falta de provas da acusação de ajuda no holocausto.
Está enterrado no cemitério Ostfriedhof em Munique.